# Sojuz 30
Sojuz 30 è la denominazione di una missione della navicella spaziale Sojuz verso la stazione spaziale sovietica Saljut 6 (DOS 5). Si trattò del ventinovesimo volo equipaggiato di questa capsula, del quarantanovesimo volo nell'ambito del programma Sojuz sovietico nonché del sesto volo equipaggiato verso la predetta stazione spaziale (il quinto equipaggiato  - a causa dell'insuccesso della Sojuz 25 - che riuscì effettivamente a svolgere la manovra di aggancio con conseguente visita e soggiorno all'interno della stazione stessa). Miroslav Hermaszewski sarà il primo cittadino polacco a volare nello spazio a bordo di questa navicella facente parte del programma Intercosmos.

## Equipaggio

### Equipaggio principale
| Ruolo                  | Equipaggio                                    | Equipaggio                                    |
| ---------------------- | --------------------------------------------- | --------------------------------------------- |
| Comandante             | Pëtr Klimuk, GCTC Terzo volo                  | Pëtr Klimuk, GCTC Terzo volo                  |
| Cosmonauta ricercatore | Mirosław Hermaszewski, Intercosmos Primo volo | Mirosław Hermaszewski, Intercosmos Primo volo |

### Equipaggio di riserva
| Ruolo                  | Equipaggio                   | Equipaggio                   |
| ---------------------- | ---------------------------- | ---------------------------- |
| Comandante             | Valerij Kubasov, NPOE        | Valerij Kubasov, NPOE        |
| Cosmonauta ricercatore | Zenon Jankowski, Intercosmos | Zenon Jankowski, Intercosmos |

## Missione

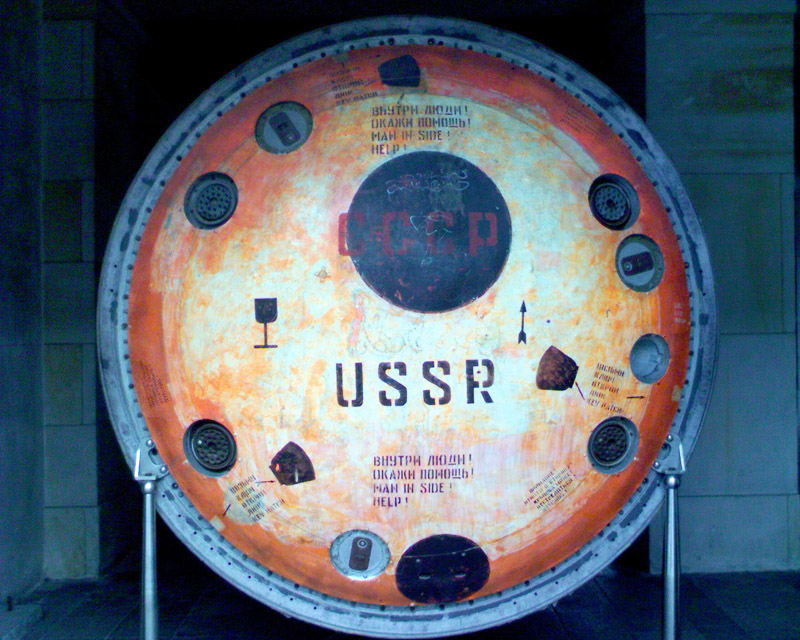
Capsula d'atterraggio della Sojuz 30 esposta a Varsavia

Con il lancio della Sojuz 30 venne portato nello spazio il secondo Intercosmonauta che visitò la stazione spaziale Saljut 6: il polacco Miroslav Hermaszevski. Comandante della missione fu l'esperto Pëtr Klimuk, già volato nello spazio a bordo della Sojuz 13 e Sojuz 18. I due pertanto formarono il terzo „equipaggio ospite“ della stazione spaziale sovietica. Pertanto questa missione a volte viene anche catalogata sotto la denominazione di Saljut 6 EP-3 (in russo Экспедиция посещения 3 - equipaggio ospite 3). La missione stessa assunse una grande importanza dal punto di vista politico, in particolar modo sullo sfondo dell'opinione pubblica polacca che stava diventando sempre più antisovietica ed anticomunista in generale.
Le missioni Intercosmos si svolgevano seguendo uno schema per lo più unitario. Non poteva infatti mai mancare la trasmissione in diretta del lancio e l'apoteosi di ogni missione, cioè il collegamento con i capi dello Stato con conseguente trasmissioni di saluti e messaggi d'augurio ai compaesani. Inoltre vennero eseguite delle osservazioni e la registrazione di immagini fotografiche (anche di carattere multispettrale mediante la fotocamera „MKF 6“) sempre del paese d'origine dell'intercosmonauta ospite. Non potevano mancare le analisi di carattere medico-biologico e vari esperimenti con prodotti tipici del paese ospite. La visita degli ospiti era precedentemente stata programmata di una durata di circa 7 giorni e 21,5 ore (con una tolleranza di solo  +/- un'ora!). La preparazione a questa missione non impegnava un periodo prolungato, dato che vennero impegnati quasi esclusivamente piloti militari precedentemente addestrati nell'Unione Sovietica e pertanto padroneggianti la lingua russa.

## Ulteriori dati di volo
- Denominazione Astronomica Internazionale: 1978-65

I parametri sopra elencati indicato i dati pubblicati immediatamente dopo il termine della fase di lancio. Le continue variazioni ed i cambi di traiettoria d'orbita sono dovute alle manovre di aggancio. Pertanto eventuali altre indicazioni risultanti da fonti diverse sono probabili ed attendibili in considerazione di quanto descritto.